# Jan Karel Kovář
Jan Karel Kovář (deutsch: Johann Karl Kovář; auch: Kowarz; * ~ 1709 in Prag, Böhmen; † 11. Januar 1749 ebenda) war ein böhmischer Freskant.
Jan Karel Kovář war ein Schüler des Malers Johann Adam Schöpf. 1735 erwarb er das Bürgerrecht der Prager Kleinseite. 1736 wurde er als Mitglied in die Kleinseitner Malerbruderschaft aufgenommen. Er schuf zahlreiche Fresken für Kirchen in Prag und in Böhmen.

## Werke
- Prager Kleinseite: Theresienkapelle der Unbeschuhten Karmelitinnen bei St. Joseph (1745)
- Prag, St.-Salvator-Kirche
- Prag, Kirche St. Johannes von Nepomuk am Felsen: Deckenfresken
- Prag, Georgskirche: St. Adalbert (1746)
- Kuttenberg, St. Barbara-Kirche: Ignaz von Loyola
- Kloster Sázava, Deckenfresken St. Prokop
- Stift Břevnov: Deckenfresken
- Stift Broumov: Deckenfresken
- Lidice, Kirche (1741)
- Kladno, Deckenfresko im Schloss
- Smečno: Sala terrena im Schlosspark von Smečno